# Hydnora triceps
Hydnora triceps là một loài thực vật có hoa trong họ Hydnoraceae. Loài này được Drège & E.Mey. mô tả khoa học đầu tiên năm 1833.